# Tavşanlı
Tavşanlı – miasto w Turcji w prowincji Kütahya.
Według danych na rok 2000 miasto zamieszkiwało 47 224 osób.